# Eichhörnchen-Galagos
Die Eichhörnchen-Galagos (Sciurocheirus) sind eine Primatengattung aus der Familie der Galagos (Galagonidae). Die Gattung umfasst kleine bis mittelgroße Vertreter dieser Familie, insgesamt vier Arten, die in Afrika im nördlichen Niederguinea zwischen Niger und Kongo verbreitet sind.

## Beschreibung
Eichhörnchen-Galagos sind kleine bis mittelgroße Primaten. Sie erreichen eine Kopf-Rumpf-Länge von 16 bis 25 Zentimetern, eine Schwanzlänge von 20 bis 30 Zentimetern und ein Gewicht von 190 bis 430 Gramm. Ihre Fellfärbung ist graubraun, die Gliedmaßen sind rotbraun. Das Gesicht ist von einer deutlichen Gesichtsmaske geprägt. Von der Stirn bis zur Nase zieht sich ein heller Streifen. Die großen Augen sind rotbraun.
Der Schädel ist kurz und breit. Die Nase ist konisch und überragt die Oberlippe. Ihre Länge liegt bei zwei Drittel des Durchmessers der Augenhöhlen. Finger und Zehen sind dünn und lang, der Schwanz ist dick und buschig.
Eichhörnchen-Galagos suchen ihre aus Insekten und Früchten bestehende Nahrung vor allem auf oder knapp über dem Erdboden. In Sträuchern und Bäumen bevorzugen sie annähernd senkrecht stehende Äste und Zweige und klettern und springen in der Art von Baumfröschen. Im Unterschied zu anderen Galagos, die nach dem Springen zuerst mit den Füßen oder mit allen vier Gliedmaßen gleichzeitig aufsetzen, setzen die Eichhörnchen-Galagos zuerst mit den Händen auf.

## Systematik
Die Gattung wurde 1872 durch den britischen Zoologen John Edward Gray aufgestellt, die Arten dieser Gattung wurden später aber von den meisten Autoren den Gewöhnlichen Galagos (Galago) zugeordnet. Da die Riesengalagos (Otolemur) aber die wahrscheinliche Schwestergruppe der Eichhörnchen-Galagos sind, kommt die Gattungsbezeichnung Sciurocheirus zunehmend wieder in Gebrauch.

## Arten
In die Gattung Sciurocheirus werden gegenwärtig (Stand: Januar 2015) vier Arten gestellt:
- Allen-Galago (Sciurocheirus alleni)
- Kamerun-Galago (Sciurocheirus cameronensis)
- Gabun-Galago (Sciurocheirus gabonensis)
- Makande-Buschwaldgalago (Sciurocheirus makandensis)[5]